# Хвалув (Нижньосілезьке воєводство)
Хвалув (пол. Chwałów) — село в Польщі, у гміні Меткув Вроцлавського повіту Нижньосілезького воєводства.
Населення — 172 особи (2011).
У 1975-1998 роках село належало до Вроцлавського воєводства.

## Демографія
Демографічна структура станом на 31 березня 2011 року:
|          | Загалом | Допрацездатний вік | Працездатний вік | Постпрацездатний вік |
| -------- | ------- | ------------------ | ---------------- | -------------------- |
| Чоловіки | 87      | 13                 | 68               | 6                    |
| Жінки    | 85      | 10                 | 50               | 25                   |
| Разом    | 172     | 23                 | 118              | 31                   |